# Katharina Baum
Katharina Baum (Pruisen, Elbing, circa 1840- Berlijn, 1 augustus 1876) was een Duits componiste, pianiste, zangeres, zangpedagoge.
Ze werd geboren in een handelaarsgezin, waarbij haar moeder een vrij bekende amateurzangeres was, die het ooit tot een uitvoering van Die Schöpfung had weten te brengen. Baum studeerde op de grens van volwassenheid in Wenen  bij het zangersechtpaar Salvatore Marchesi en Mathilde Marchesi. Het eerst bekende concert zou hebben plaatsgevonden op 12 februari 1861, waarbij de Marchesi’s aanwezig waren; plaats van handeling was het Gewandhaus in Leipzig. Vanaf ongeveer dan volgde een studie in Parijs bij Pierre François Wartel. De Marchesi’s waren overigens toen ook naar Parijs verhuisd. Na de opleiding in Parijs trok ze naar Berlijn om haar muzikale loopbaan op poten te zetten. Ze gaf een aantal concerten, die wisselend ontvangen werden en ging daarop zanglessen geven aan de Neuen Akademie der Tonkunst van Theodor Kullak.  Op 30 april 1869 zong ze mee tijdens een concert gegeven door Alma Haas, waarbij ook Agathe Backer-Grøndahl aanwezig was. Ze zong toen waarschijnlijk enkele van haar eigen liederen. Het zou kunnen dat ze de lerares was van Haas.
Ze stapte ook toen de vriendenkring binnen van Fanny Lewald-Stahr en haar man Adolf Stahr binnen. Vooral Fanny stimuleerde Katharina Baum om liederen te gaan componeren. Deze kon ze dan mooi uitvoeren tijdens de soirées van Lewald-Stahr. Ze zou ongeveer tien opera volschrijven, allemaal liederen, met teksten van onder andere Johann Wolfgang Goethe. 
Het mocht allemaal niet baten; op 1 augustus 1876 liet Katharina Baum zich uit een raam naar beneden vallen en overleed direct.
- Virtual International Authority File: 1832152080585807230008